# Scenocharops punctatus
Scenocharops punctatus är en stekelart som beskrevs av Gupta och Maheshwary 1971. Scenocharops punctatus ingår i släktet Scenocharops och familjen brokparasitsteklar. Inga underarter finns listade i Catalogue of Life.